# 시우다델라

그란 부에노스아이레스에서 시우다델라의 위치

시우다델라(Ciudadela)는 아르헨티나 부에노스아이레스주의 도시로써, 트레스 데 페브레로 파르티도에 속해있다. 2001년 현재 73,000여 명의 인구가 살고 있으며 부에노스아이레스의 바리오인 리니에르스의 서쪽에 위치하고 있다.
부에노스아이레스의 리바다비아 가(Avenida Rivadavia)를 따라 형성된 중심상업지구 중 하나로, 유태인 공동묘지가 있다.